# Parc de Budé
Pour les articles homonymes, voir Budé (homonymie).
Le parc de Budé est un parc situé au Petit-Saconnex à Genève, en Suisse.

## Histoire

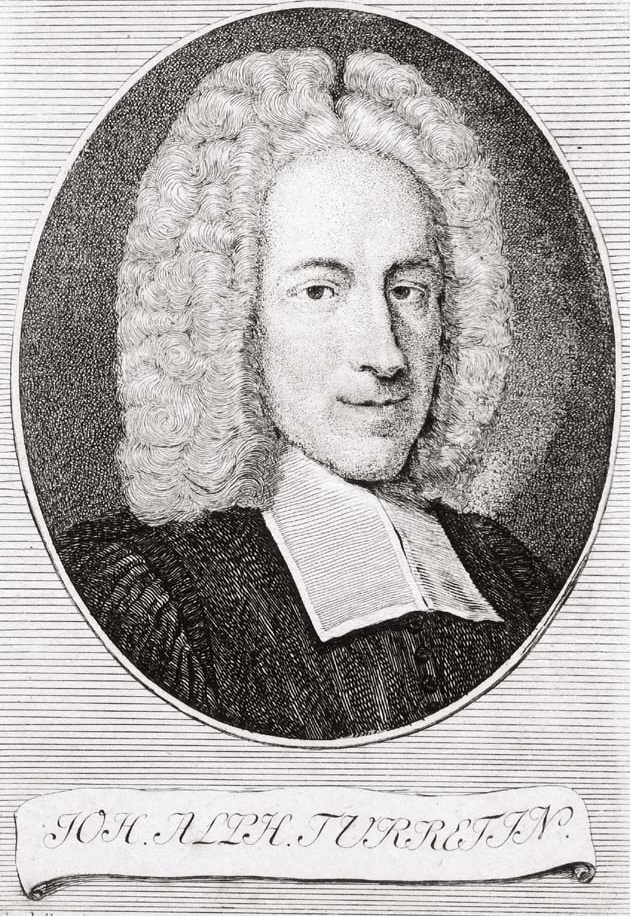
Jean-Alphonse Turrettini

Propriété de la famille de Budé originaire de Champagne, le domaine de Budé est constitué en 1710 par Jean-Alphonse Turrettini. Son fils, Marc, fit construire la maison de maître en 1770. Outre la maison de maître, son parc et ses allées d'arbres, le domaine comprend un volet agricole composé de plantations et de dépendances nécessaires aux travaux telles qu'une grange, une écurie, un four, des caves, un pressoir. 

## Le projet immobilier du parc de Budé
Le domaine est acquis par l'État en 1957 et une partie est classée en 1960. Entre 1957 et 1963 un ensemble de quatre immeubles résidentiels est construit dans la partie nord-est du domaine,, ainsi qu'un hôtel de luxe de 400 chambres, l'Intercontinental, inauguré en 1963,. Le projet est conduit par les architectes Addor et Julliard, les ingénieurs Honegger frères et Walter Brugger architecte-conseil paysagiste.

## Bâtiments scolaires
En 1964. le conseil d'état genevois débloque un crédit pour la construction d'un cycle d’orientation. Les bâtiments sont inaugurés en 1965. Une école primaire de huit classes est inaugurée en 1969.

## Utilisation actuelle
La maison de maître héberge un centre d'enseignement spécialisé. Une partie de la propriété est encore utilisée pour la production maraîchère issue de l'agriculture biologique. Un marché à la ferme a lieu dans l'ancienne grange.

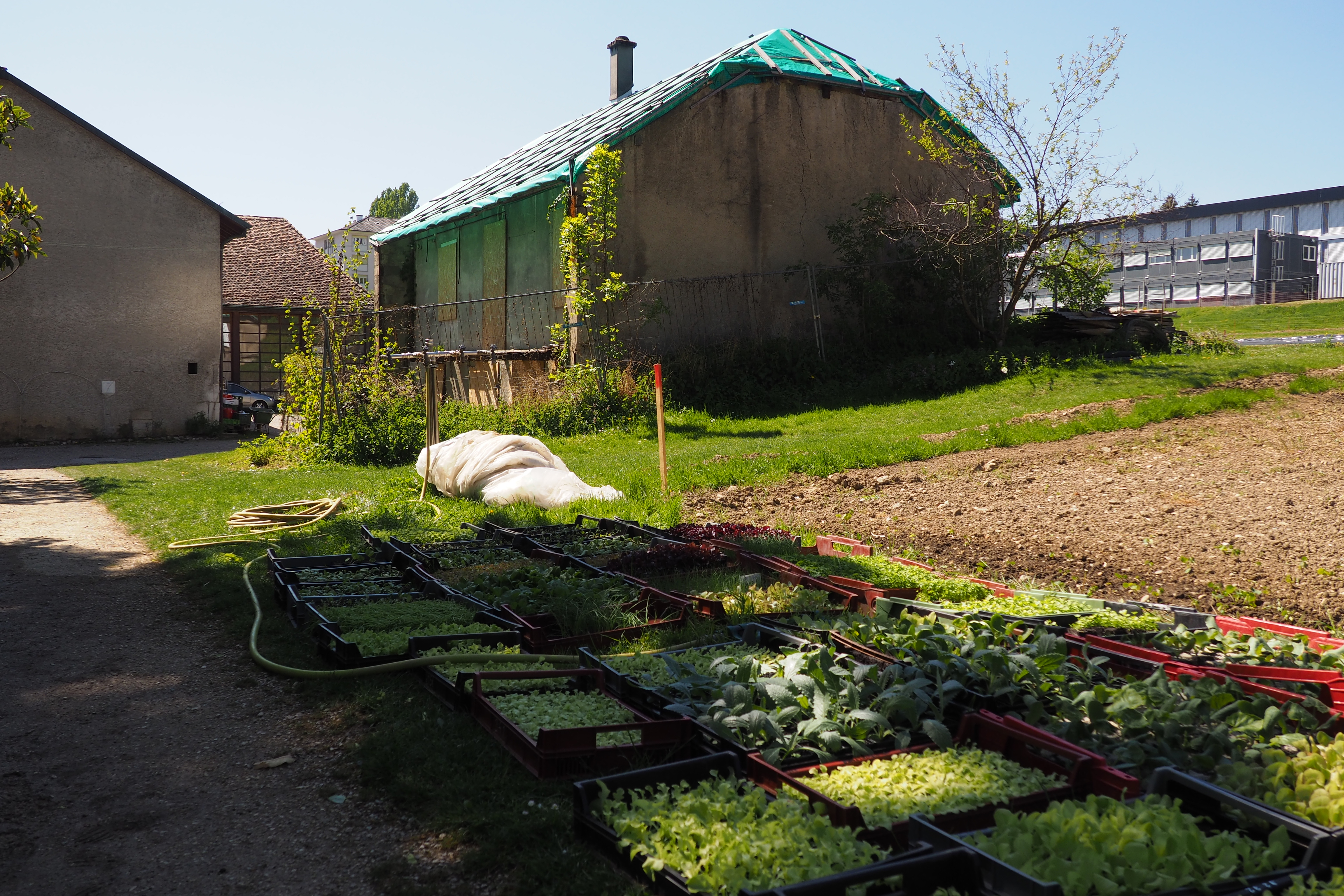
Dépendances agricoles en cours de rénovation, au deuxième plan le cycle d'orientation de De-Budé
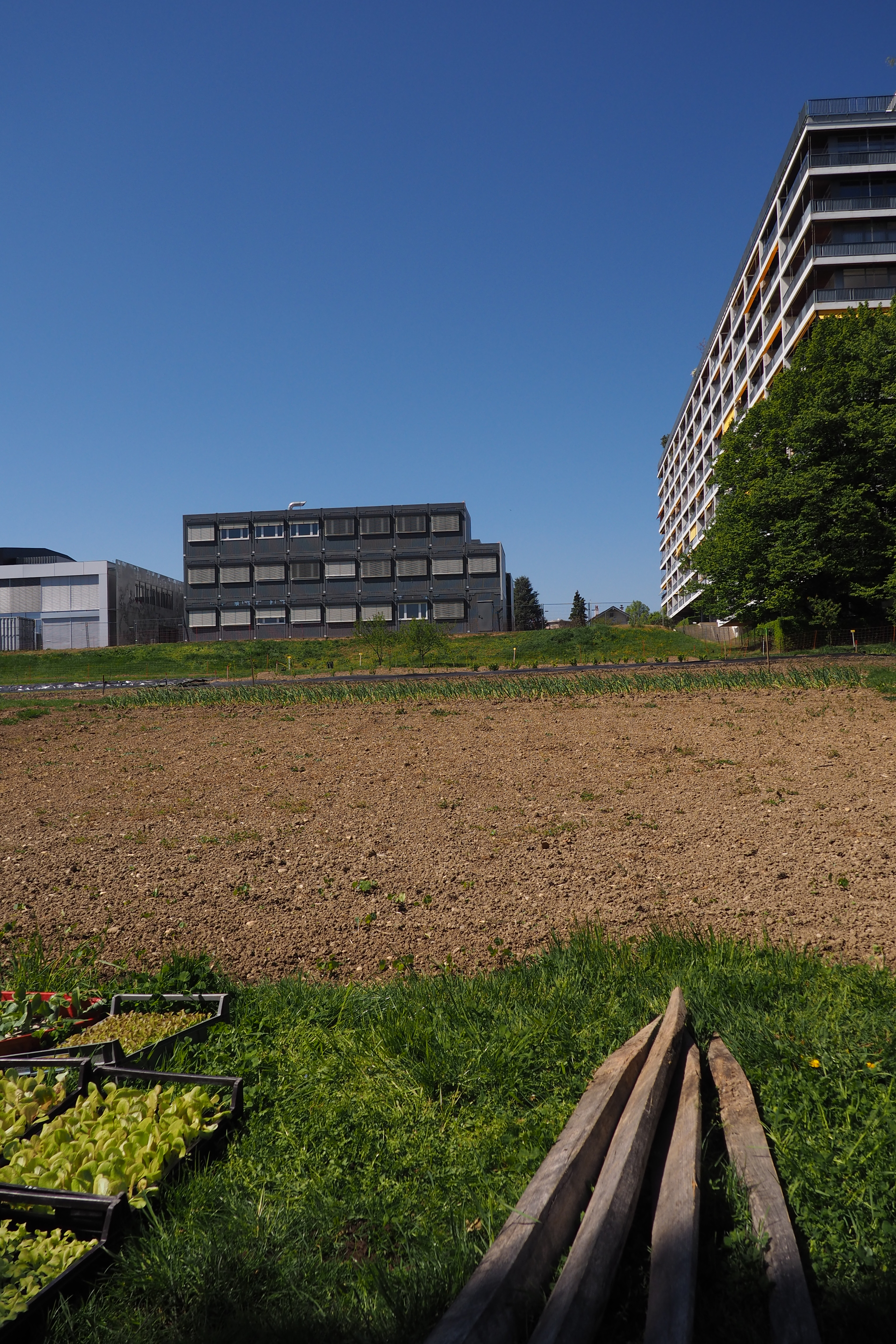
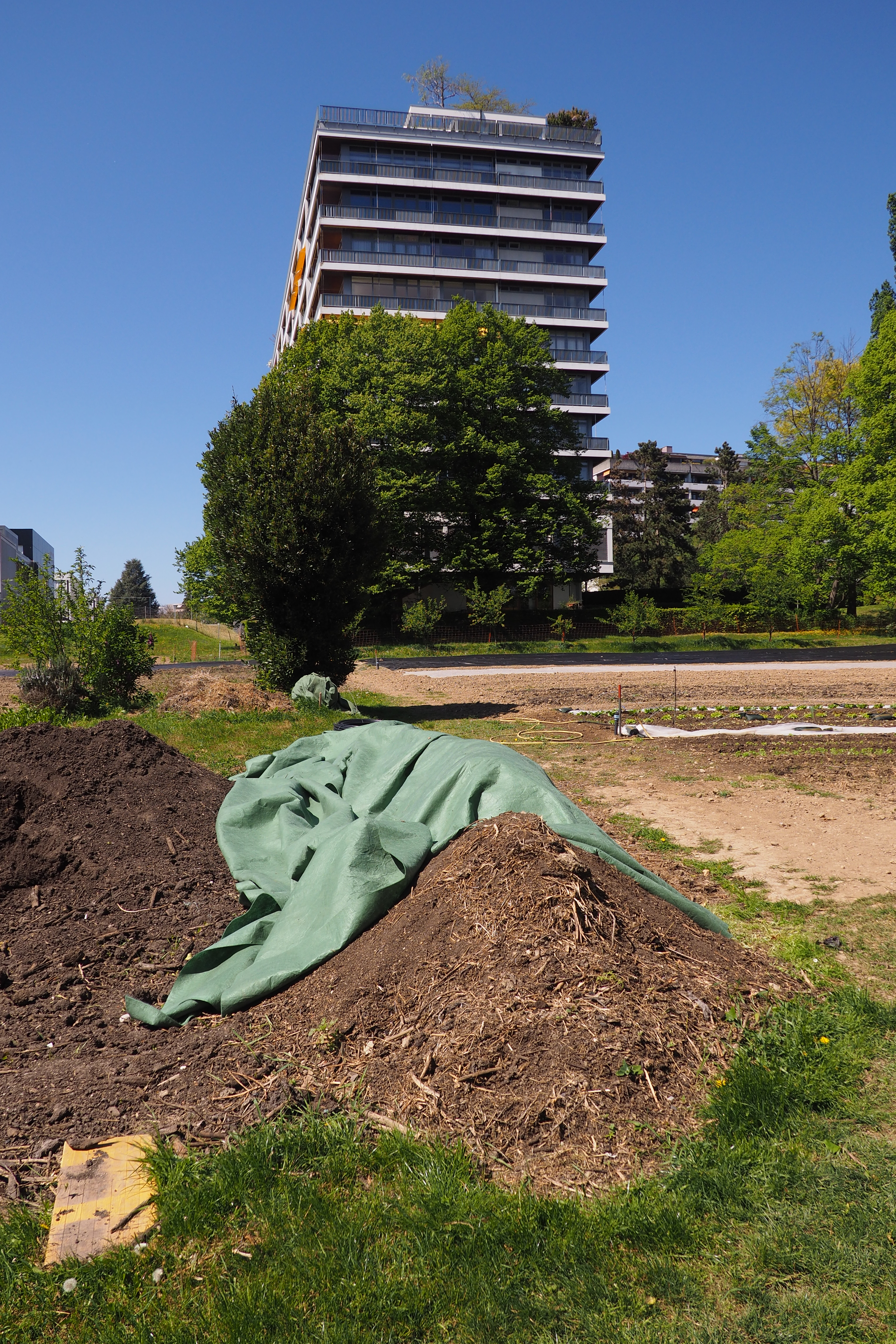
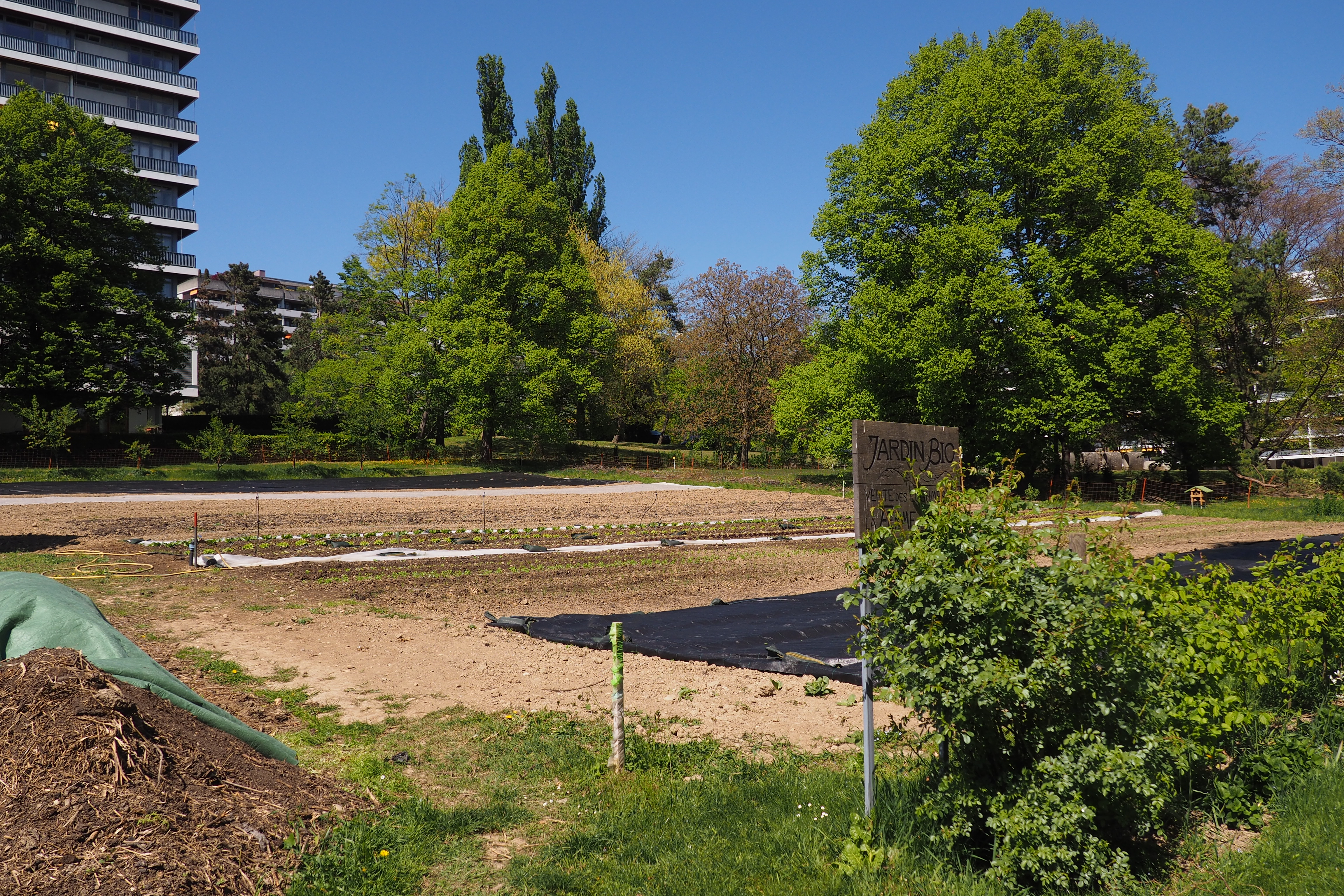

Plusieurs espèces en danger d'extinction à Genève où en Suisse ont été identifiées dans le parc : la gagée velue, la vulpie cilée, le rosier agreste, Grimmia dilatata, Grimmia montana.

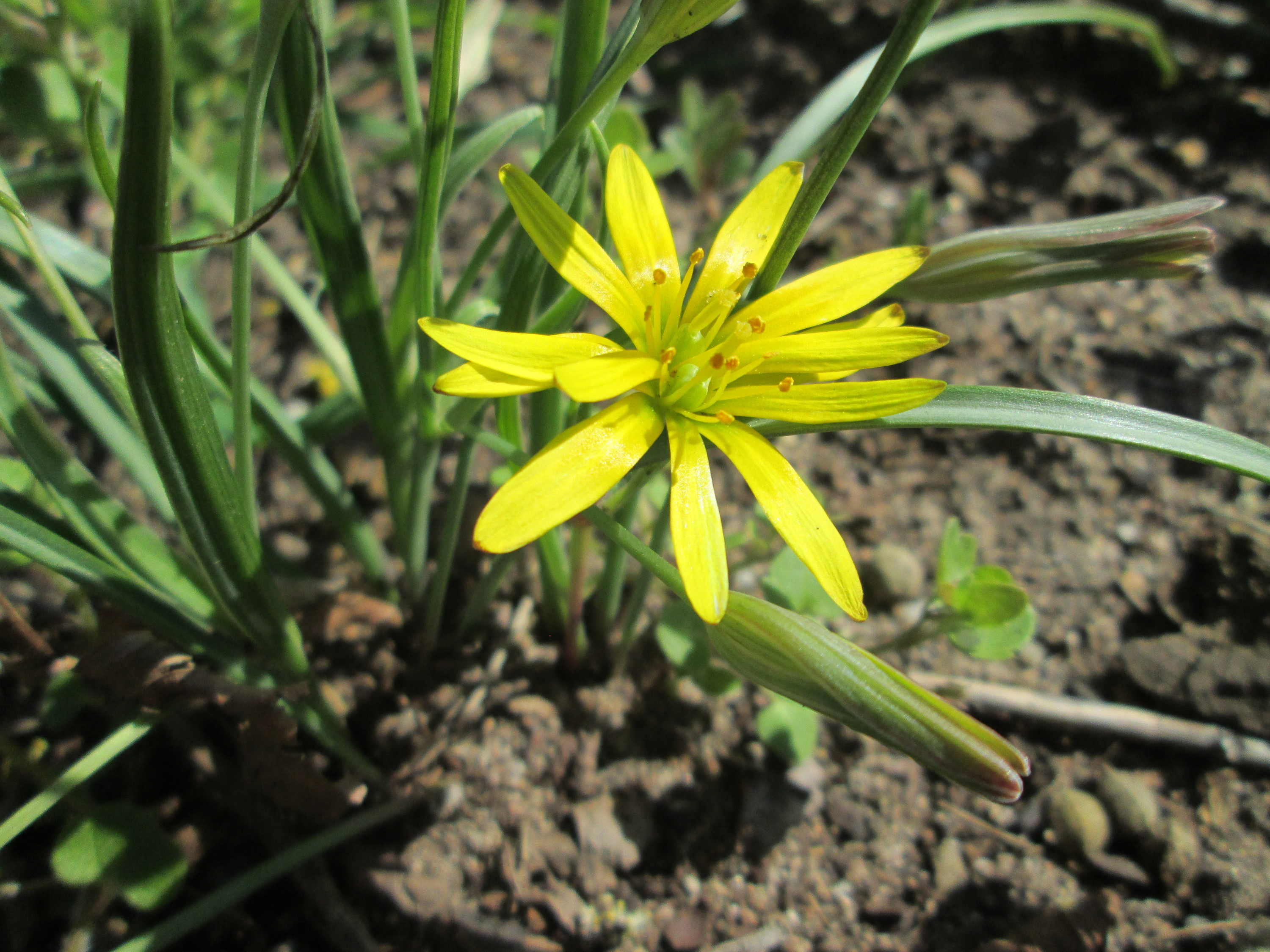
Gagée velue
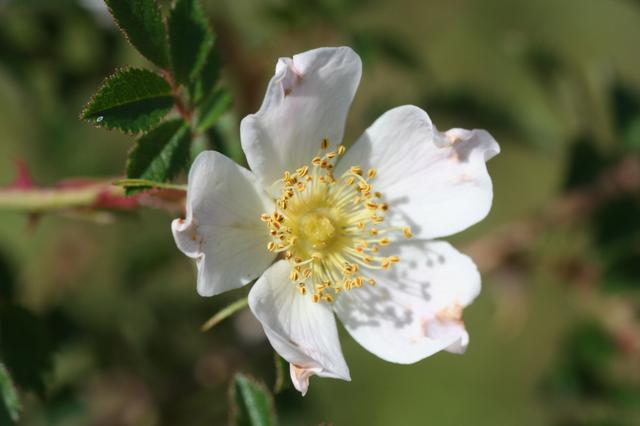
Rosier agreste
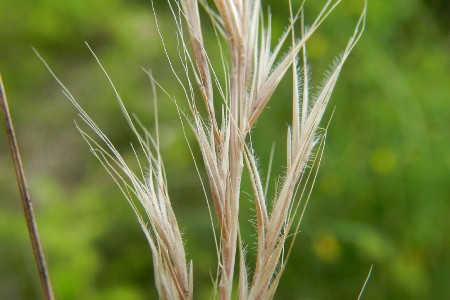
Vulpie ciliée
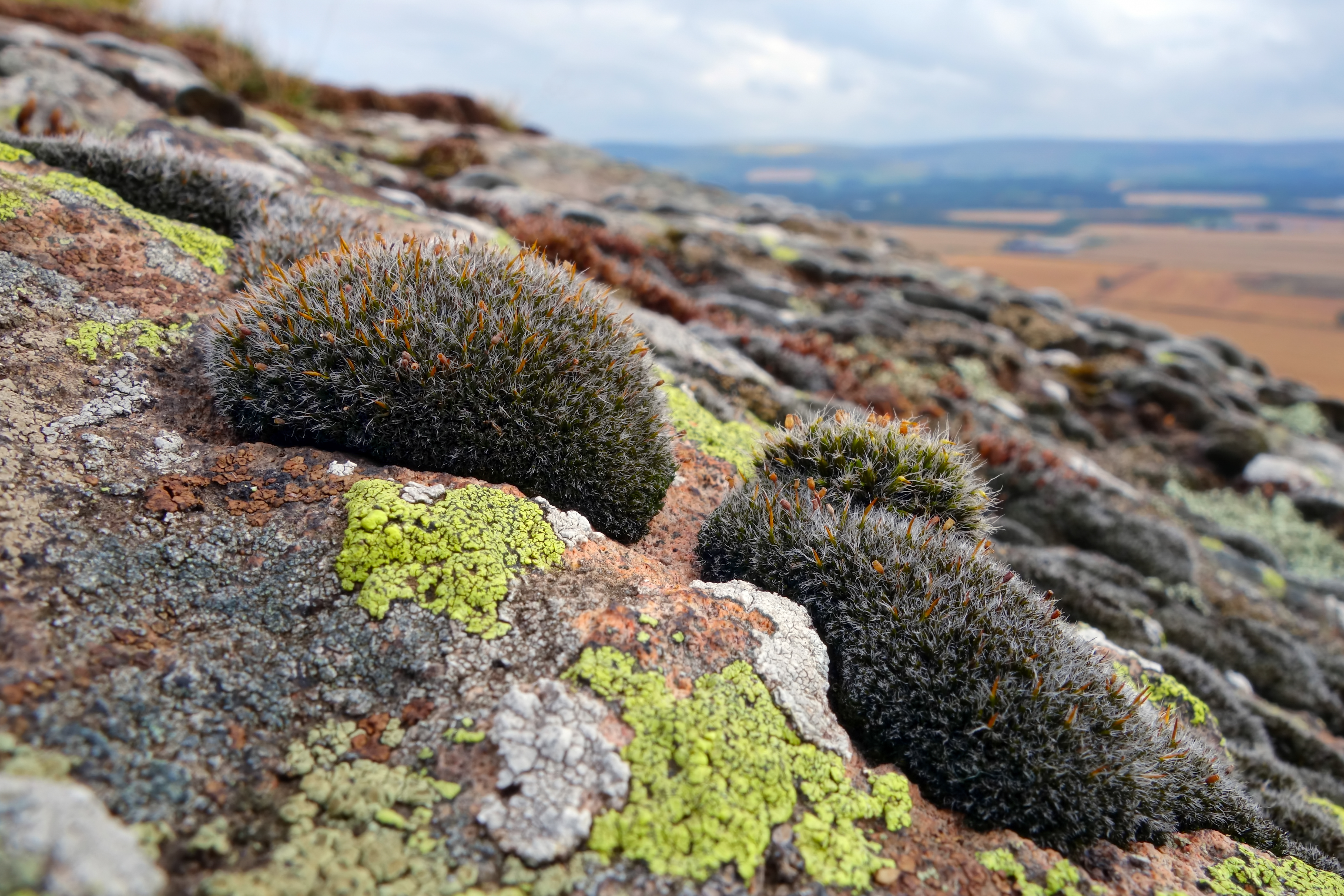
Grimmia montana